# Thập niên 580
Thập niên 580 hay thập kỷ 580 chỉ đến những năm từ 580 đến 589.